# La Brecha (Sinaloa)
La Brecha es una población del estado mexicano de Sinaloa, localizada en el municipio de Guasave.
La Brecha es una de las 11 sindicaturas del municipio de Guasave, se encuentra en las coordenadas geográficas 25°22′16″N 108°25′09″O / 25.37111, -108.41917 y a una altitud de 10 metros sobre el nivel del mar; está localizada en el sureste del territorio del municipio y a las orillas del río Sinaloa, las poblaciones más cercanas son Tamazula y la cabecera municipal, Guasave que se localiza a unos 25 km al norte. Su población de acuerdo con el censo de 2005 realizado por el Instituto Nacional de Estadística y Geografía es de 2075 habitantes, siendo de estos 1061 hombres y 1014 mujeres.
La principal actividad económica de La Brecha es la agricultura, seguida de la pesca.

## Brecheños distinguidos
La Brecha es la cuna de distinguidas personalidades como el reconocido poeta Alejandro Avilés Inzunza, la taekwondoín, campeona mundial y medalla de oro olímpica, María del Rosario Espinoza.